# T11
T11 — категория, в которой выступают легкоатлеты на паралимпийских играх. Вместе с категориями T12 и T13 классифицирует спортсменов с нарушением зрения.

## Описание
В данной категории выступают спортсмены у которых не видят оба глаза, либо острота зрения хуже чем 2,60 по диаграмме LogMAR chart. Легкоатлетам данной категории может помогать зрячий гид. На дистанции 100 метров и в прыжках в длину и тройном прыжке разрешается использовать звуковые сигналы.